# Kloster St. Alban (Basel)

Historische Darstellung des Klosters St. Alban

Das Kloster St. Alban im St. Alban-Tal war das erste Kloster in Basel, eine ältere monastische Gemeinschaft bildete nur das Domstift des Münsters. Die Gründung des Klosters im Jahr 1083 wurde vom damaligen Basler Bischof Burkhard von Fenis veranlasst, der es der Benediktinerregel unterstellte. Kirchen- und Klosterbau entstanden kurz darauf an der Wende zum 12. Jahrhundert. Allerdings reichen die frühesten Bauspuren bis ins 8./9. Jahrhundert zurück. Das Kloster war der Muttergottes, Christus und dem Märtyrer Alban von Mainz oder Alban von England geweiht, den man in Basel seit 855 verehrte; doch ist nicht klar, um welchen der zwei Heiligen mit diesem Namen es sich handelt. Um 1270 wurde die Klosterkirche neu erbaut, nach 1356 das durch das Erdbeben fast völlig zerstörte Kloster ebenfalls. Um-, Aus- und Neubauten erfolgten noch mehrfach, insbesondere nach dem Brand von 1417. Die Kirche wurde, nachdem man sich erst einen völligen Abbruch überlegt hatte, 1845 stark redimensioniert (Abbruch eines Teils des Langhauses und eines ganzen Seitenschiffes). Teile des Klosters waren bereits 1838 abgetragen worden. 1890, 1911 und 1979 geschahen umfassende Wiederherstellungsarbeiten an der Kirche, das Kloster wurde 1876 und 1914 zu Wohnzwecken völlig umgebaut, 1934 und 1979/1992 saniert.
St. Alban mit seinen ursprünglich zwölf Mönchen war ab 1093 ein Cluniazenserpriorat, also ein Kloster mit einem Prior als Vorsteher, den der Abt des Hauptklosters Cluny bestimmte. Wie alle anderen Klientelklöster Clunys genoss St. Alban viele rechtliche Privilegien gegenüber anderen weltlichen und geistlichen Herrschaften. Es hatte einen umfangreichen Grundbesitz inner- und ausserhalb der Stadt (u. a. Lörrach, Gelterkinden oder Pratteln), übte dort die niedere Gerichtsbarkeit aus und bezog ansehnliche Pfründen, trat aber im politischen und geistigen Leben der Stadt kaum in Erscheinung. Die Aufgaben der dem Kloster unterstellten Pfarrämter nahmen Leutpriester wahr, nicht die Mönche. Das Kloster war vor allem in Krankenpflege tätig und betrieb spätestens ab 1278 eine Pilgerherberge und eine Krankenstube, die nach dem Brand von 1417 nicht wiederaufgebaut wurden. Womöglich betrieb das Kloster auch ein Siechenhaus. Das Kloster verwahrloste in der zweiten Hälfte des 15. Jahrhunderts und verlor seine Vorrechte als Cluniazenserpriorat, die Stadt übernahm die Gerichtsbarkeit.
Nach der Reformation von 1529 wurde das Kloster aufgehoben und in städtischen Besitz übergeführt, doch 1532 bestätigte der Rat der Stadt nochmals den letzten Prior von St. Alban. In der Kirche fanden nur Frühmessen statt. Von 1537 bis 1694 diente das Kloster als Schaffnei, von 1693 bis 1835 wurde es verpachtet (1832 war kurzfristig ein Cholerahospiz eingerichtet), 1840 an die Bandfabrik Freyvogel & Böcklin verkauft; der Maler Arnold Böcklin verbrachte hier einen Teil seiner Jugend. 1875 zog die noch heute aktive Stiftung St. Albanstift ein, um günstigen Wohnraum (ursprünglich für Pfarrer- und Lehrerwitwen) zu schaffen.
Die St. Alban-Kirche wird heute noch aktiv genutzt.